# ボイシ (原子力潜水艦)
|          |                                           |
| 艦歴     |                                           |
| 発注     | 1987年2月6日                              |
| 起工     | 1988年8月25日                             |
| 進水     | 1991年3月23日                             |
| 就役     | 1992年11月7日                             |
| その後   | 就役中                                    |
| 母港     | バージニア州ノーフォーク                  |
| 性能諸元 |                                           |
| 排水量   | 満載：6,927 トン、基準：6,000 トン        |
| 全長     | 110.3 m (362 ft)                          |
| 全幅     | 10 m (33 ft)                              |
| 喫水     | 9.4 m (31 ft)                             |
| 最大速   | 水上25 kt (46 km/h)、水中30+ kt (56 km/h) |
| 潜行深度 | 290 m (950 ft)                            |
| 機関     | S6G reactor 1基                           |
| 乗員     | 士官12名、兵員98名                        |
| モットー |                                           |
|          |                                           |

ボイシ(USS Boise, SSN-764)は、アメリカ海軍のロサンゼルス級原子力潜水艦の53番艦。艦名はアイダホ州ボイシに因んで命名された。その名を持つ艦としてはブルックリン級軽巡洋艦6番艦(CL-47)以来2隻目。

## 艦歴
ボイシの建造は1987年2月6日にバージニア州ニューポート・ニューズのニューポート・ニューズ造船所に発注され、1988年8月25日に起工した。1991年3月23日にルイス・マクルーア夫人によって命名、進水し、1992年11月7日にD・メリクル艦長の指揮下就役した。
2002年の不朽の自由作戦時にボイシは「ジョン・F・ケネディ」空母戦闘群に配属された。 
2003年3月、イラクの自由作戦開始時ボイシはトマホーク巡航ミサイルを発射した。艦と乗組員はその後の戦功で海軍殊勲部隊章を受章した。